# Félix Daval
Félix Daval, né le 26 mars 1948 à Badailhac, est un romancier et un poète français de langue occitane. 
Ses œuvres peignent la vie contemporaine dans le Cantal.

## Biographie
C’est à Badailhac en Carladès, qui l’a vu naître en 1948, que Félix Daval a passé son enfance, toute baignée d’occitan, la langue de la famille. Après des études qui l’ont mené à la faculté de Clermont, il a été instituteur un peu partout dans le Cantal. En 1972, succédant au majoral Jean Fay, il devient le professeur d’occitan des lycées d’Aurillac, à l'époque le seul professeur de langue régionale de France à temps complet.
Soucieux de la transmission de la langue d’oc, il a participé activement à la création de l’école associative, laïque et bilingue, Calandreta del Vernhat d’Aurillac.
Depuis 1992, il s’attache à renouer les liens culturels et économiques que le Carladès et le Cantal entretenaient jadis avec la Catalogne. La commission catalane chargée de la commémoration du millénaire du Pape Gerbert l’a convié à travailler avec elle de 1998 à 2000.
Félix Daval écrit en occitan depuis l’âge de 22 ans. Son premier roman, Les Fraisses èran tombats, (Les Frênes étaient tombés) a été un succès, vite épuisé. Son recueil de nouvelles contemporaines, Les Òmes de l’ecir (Les Hommes de l’écir, 1987) est venu confirmer l’acuité de son regard sur la vie cantalienne d’aujourd’hui. Le regard d’un homme questionnant son espace, le Cantal, miroir où se reflètent des questions universelles : l’identité, le racisme, la condition féminine, les bouleversements du monde rural... Quelques-uns de ses textes figurent dans des anthologies de littérature ocitane.
A la retraite depuis 2009, Félix Daval se consacre désormais à la création. Il publie son second roman, Las Vaissas avián folhat (Les Noisetiers avaient reverdi), suite des Fraisses. Il écrit aussi des poèmes, des chansons et des contes. Il collabore également à de nombreuses revues occitanes, en Auvergne et ailleurs.
En collaboration avec Catherine Liethoudt il prépare sur plusieurs années l'édition de Antonin Daval, lo paisanton d'a Badalhac, recueil de savoir-faire, contes, poèmes et chansons à partir d'enregistrements audio. Le livre CD qui paraît en 2015 est en partie la mémoire du Carladès, éditions Ostal del Libre.

## Œuvres
- Les Fraisses èran tombats, 1re édition IEO 1981, réédition 2009 à l'Ostal del libre, roman dont le cadre est situé à Barriac, village imaginaire de la montagne cantalienne (qui ressemble fort au village natal de l'auteur) dans les années 1980; illustrations Philippe Sabatier, préface de Pierre Boissière, avec notes occitan-français.  (ISBN 9782914662123)
- Les Òmes de l'ecir, IEO 1987, nouvelles contemporaines dont le cadre est le Carladès et la ville d'Aurillac. Préface de Roger Teulat, avec notes occitan-français.  (ISBN 2-85910-052-0)
- Las Vaissas avián folhat, 2009, éditions Ostal del Libre, suite de Les Fraisses èran tombats ; préface de Marie-Jeanne Verny.  (ISBN 9782914662130)
- SOI FIÈR ! "Qu'es Aquò ?" chante Félix Daval, 2013, livre-CD de chansons en Occitan sur la race Salers et la transhumance, musiques du groupe "Qu'es Aquò ?"
- La legenda del grand GUINDON, 2013, Co-édition, Editions Edite-moi! et IEO edicions, Album illustré sur la race Salers, illustrations Sophie Vissière. L'édition en Catalan paraît en 2014.
- Legenda del bèl RAMÈL, 2014, Editions Edite-moi! Album illustré sur la race Aubrac, illustrations Sophie Vissière
- La Garrigueta e lo Nogat, 2017, Editions Edite-moi ! Album illustré sur les oiseaux, illustrations Laurie de Brondeau, texte dit par Thérèse Canet